# Медицинская арахноэнтомология
Медицинская арахноэнтомология или медицинская энтомология — раздел медицинской паразитологии; наука, изучающая заболевания человека, вызываемые членистоногими или передающиеся ими, морфологию и экологию членистоногих эктопаразитов человека, их взаимодействие с самим человеком, и исследующая возбудителей этих болезней, а также меры борьбы с ними и профилактики.
От медицинской энтомологии отличается судебно-медицинская энтомология, задачами которой является определение «возраста» трупа по развитию в нём трупной фауны.

## История
Становлению медицинской энтомологии как самостоятельной науки предшествовала длительная история. Её обособление от паразитологии и формирование в самостоятельную науку произошло в начале XX века.
К этому времени было выяснено значение насекомых и членистоногих в целом в жизни человека, и началось их специальное и целенаправленное изучение. Официальное название наука получила в 1909 году, когда профессором Калифорнийского университета В. Хирмсом был прочитан курс лекций по медицинской энтомологии, и таким способом дал официальное название новой науке. В ходе становления науки, после выявлением медицинской роли представителей отряда клещей, стало применяться более полное название «Медицинская арахноэнтомология», однако большинство специалистов используют первое название.

## Задачи медицинской арахноэнтомологии
- изучение особенностей строения членистоногих, являющихся паразитами человека, на всех их стадиях развития
- изучение систематики объектов медицинской арахноэнтомологи, принадлежность к той или иной группе
- изучение взаимоотношения паразит-хозяин
- изучение особенностей цикла развития, установление путей циркуляции членистоногих-паразитов либо переносчиков в природе и способы попадания в организм человека
- разработка научных основ диагностики и лечения заболеваний на основании знания вредоносного действия членистоногих, а также методов профилактики и борьбы с ними
- создание системы обеспечивающей профилактику и ликвидацию заболеваний, обусловленных членистоногими